# Race, Evolution and Behavior
Race, Evolution, and Behavior med undertiteln A Life History Perspective är en kontroversiell bok skriven av den amerikanske psykologen John Philippe Rushton vars första upplaga utkom 1995. Boken blev hårt kritiserad men fick viss positiv kritik, främst från forskare med personliga band till Rushton och som är knutna till den rasbiologiska forskningsstiftelsen Pioneer Fund, som även finansierade mycket av Rushtons forskning.

## Bokens innehåll
I boken argumenterar Rushton för vad han menar vara genetiskt betingade beteendemässiga skillnader mellan människor av östasiatisk, benämnd "mongoloid ras", europeisk, benämnd "kaukasisk ras", respektive västafrikansk, benämnd "negroid ras", härkomst samt spekulationer kring vad den evolutionära förklaringen till dessa påstådda skillnader kan tänkas vara. 
Rushton anser, att när det handlar om en mängd beteenden som han betraktar som ärftligt betingade, hamnar östasiater i ena änden av en tänkt personlighetsskala med européer i mitten och afrikaner i andra änden. Rushton anser att östasiater är mindre impulsiva, aggressiva, brottsbenägna och promiskuösa än de andra två grupperna och att östasiaterna har högre IQ och är mer snabbtänkta. Rushton spekulerar vidare kring huruvida dessa påstådda skillnader skulle kunna härledas till olika evolutionärt tryck, huvudsakligen hänvisande till R-K-selektion. Boken är inte översatt till svenska.

## Mottagande
Boken har bemötts av massiv kritik, främst på grund av det rasistiska innehållet och anses vara pseudovetenskaplig. Kritiken har bland annat bestått i att den förutsätter ras som ett biologiskt begrepp bland människor, inte tar upp naturliga variationer inom populationer och att den inte använder tillförlitliga data.